# Mannophryne orellana
Mannophryne orellana es una especie de anfibio anuro de la familia Aromobatidae.

## Distribución geográfica
Esta especie es endémica del estado de Táchira en Venezuela. Habita alrededor de los 1200 m sobre el nivel del mar en la Cordillera de Mérida y la Cordillera Oriental.
Su presencia es incierta en Colombia.

## Etimología
Esta especie lleva el nombre en honor al lepidopterólogo Andrés Orellana.

## Publicación original
- Barrio-Amorós, Santos & Molina, 2010 : An addition to the diversity of dendrobatid frogs in Venezuela: description of three new collared frogs (Anura: Dendrobatidae: Mannophryne). Phyllomedusa, vol. 9, n.º 1, p. 3-35[3]